# Qatarees amateurkampioenschap golf
Het Qatarees amateurkampioenschap golf is een internationaal golftoernooi voor amateurs. Vanaf 2010 telt het toernooi mee voor de World Amateur Golf Ranking.
De eerste editie was in 1983. Het werd toen gespeeld op een zand-golfbaan in Umm Said. Er is sindsdien veel veranderd. Het is nu een internationaal toernooi met 120 deelnemers uit ongeveer 25 landen. Het wordt gespeeld op de Doha Golf Club, dezelfde baan waar de Qatar Masters van de Europese en Aziatische PGA Tour wordt gespeeld. De winnaar mag sinds 2011 in de Qatar Masters spelen.
Sponsor van het toernooi is het leger in Doha. Brigadier Dahlan al-Hamad is tevens vicevoorzitter van de International Association of Athletic Federations.
Het toernooi bestaat uit drie rondes. Na ronde 2 is er een cut. Max Williams uit Surrey won in 2011 de 25ste editie.

## Winnaars
- 1983-2006: ???
- 2007:  Seve Benson
- 2008: ???
- 2009:  Max Williams
- 2010:  Max Williams
- 2011:  Max Williams
- 2012:  Youssef Dennis
- 2017:  Pierre Verlaar